# Distretto di Kadışehri
Il distretto di Kadışehri (in turco Kadışehri ilçesi) è uno dei distretti della provincia di Yozgat, in Turchia.